# La Cumbre, Emiliano Zapata
La Cumbre är en ort i Mexiko.   Den ligger i kommunen Emiliano Zapata och delstaten Veracruz, i den sydöstra delen av landet, 260 km öster om huvudstaden Mexico City. La Cumbre ligger 369 meter över havet och antalet invånare är 120.
Terrängen runt La Cumbre är kuperad åt sydväst, men åt nordost är den platt. Terrängen runt La Cumbre sluttar österut. Runt La Cumbre är det ganska tätbefolkat, med 93 invånare per kvadratkilometer. Närmaste större samhälle är Rinconada, 9,5 km öster om La Cumbre. Trakten runt La Cumbre består till största delen av jordbruksmark.